# باریا
باریا (به ایتالیایی: Barrea) یک کومونه در ایتالیا است که در استان لاکویلا واقع شده‌است.

## خصوصیات
باریا ۸۷٫۰۵ کیلومترمربع مساحت و ۷۳۱ نفر جمعیت دارد و ۱٬۰۶۰ متر بالاتر از سطح دریا واقع شده‌است.